# Lagrave
Lagrave é uma comuna francesa na região administrativa da Occitânia, no departamento de Tarn. Estende-se por uma área de 9.46 km², e possui 2.153 habitantes, segundo o censo de 2018, com uma densidade de 380 hab/km².